# 가족의 노래
《가족의 노래》(일본어: 家族のうた 가조쿠노 우타[*])는 2012년 4월 15일부터 6월 3일까지 후지 TV 계열의 드라마틱 선데이 시간대에 방송되었던 일본의 텔레비전 드라마이다. 오다기리 조 주연으로, 1990년대 말기의 인기 록 밴드의 리더이자 보컬로 유명했던 뮤지션(남성)이 자신의 딸이라고 하는 여중생 3명의 아이들과 함께 성장하는 과정을 그린 휴먼 스토리이다.

## 출연진
- 하야카와 세이기 - 오다기리 조
- 오사와 코코로 - 스기사키 하나
- 마쓰노 미쓰키 - 오모리 아야네
- 마쓰노 리쿠 - 후지모토 가나타
- 미키 고스케 - 유스케 산타마리아
- 아오타 요코 - 간지야 시호리
- 미즈시마 아키라 - 도타스 마쓰모토
- 미즈시마 아사코 - 오쓰카 네네
- 가미야마 사토루 - 다케다 신지
- 사카가미 유키오 - 나카지마 켄토

### 게스트
- 캬리 파뮤파뮤
- 에고래핑

## 제작진
- 각본 - 사카이 마사아키, 하마다 히데야
- 음악 - 이즈쓰 아키오
- 촬영 - 마스이 하츠아키
- 음향 효과 - 니시무라 요이치
- 편집 - 카와무라 신지
- 라인 편집 - 미키 히데토
- 오프닝 나레이션 - 밧키 코바
- 프로듀서 - 하시모토 후미, 고바야시 미치 (제5화 -)
- 연출 - 이와타 카즈유키, 츠즈키 준이치, 사토 겐타
- 제작 - 후지 TV
- 제작 저작권 - 교도 TV

### 주제가
- 사이토 카즈요시 - 〈달빛〉

### 극중 삽입곡
- The Birthday 〈ROKA〉
- The Birthday 〈Going" (원곡)

## 방송일 및 부제, 시청률
| 각 화                                     | 방송일          | 부제                                 | 시청률 |
| ----------------------------------------- | --------------- | ------------------------------------ | ------ |
| 제1화                                     | 2012년 4월 15일 | 자업 자득!?                          | 6.1%   |
| 제2화                                     | 2012년 4월 22일 | 참으면 마음이 썩는거야!              | 3.6%   |
| 제3화                                     | 2012년 4월 29일 | 노래 할 수 없는 내 기분을 아니?      | 3.4%   |
| 제4화                                     | 2012년 5월 6일  | 축제에서 고백!? 전하고 싶은 마음 ... | 3.1%   |
| 제5화                                     | 2012년 5월 13일 | 가족의 앞에서 처음 아버지 선언       | 3.3%   |
| 제6화                                     | 2012년 5월 20일 | 오늘 밤, 딸을 위해 달립니다!         | 3.8%   |
| 제7화                                     | 2012년 5월 27일 | 누군가를 위해 노력한 록              | 4.1%   |
| 최종화                                    | 2012년 6월 3일  | 서툰 아버지가 부르는 사랑의 노래     | 3.4%   |
| 평균 시청률: 3.9%                         |                 |                                      |        |
| (시청률은 간토 지방·비디오 리서치사 조사) |                 |                                      |        |